# Winkeltragmast

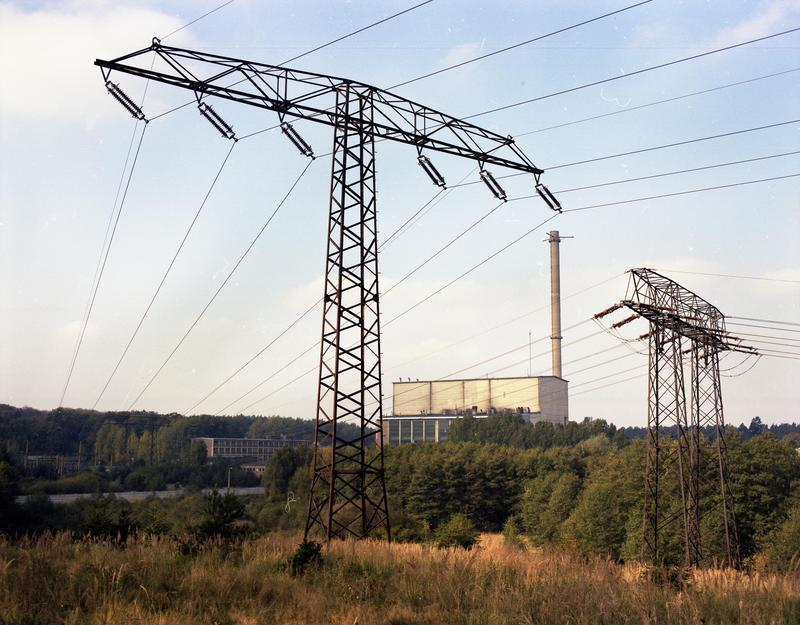
Winkeltragmast am Kernkraftwerk Rheinsberg. Die Leitung rechts dahinter nutzt einen Abspannmast für die Richtungsänderung.

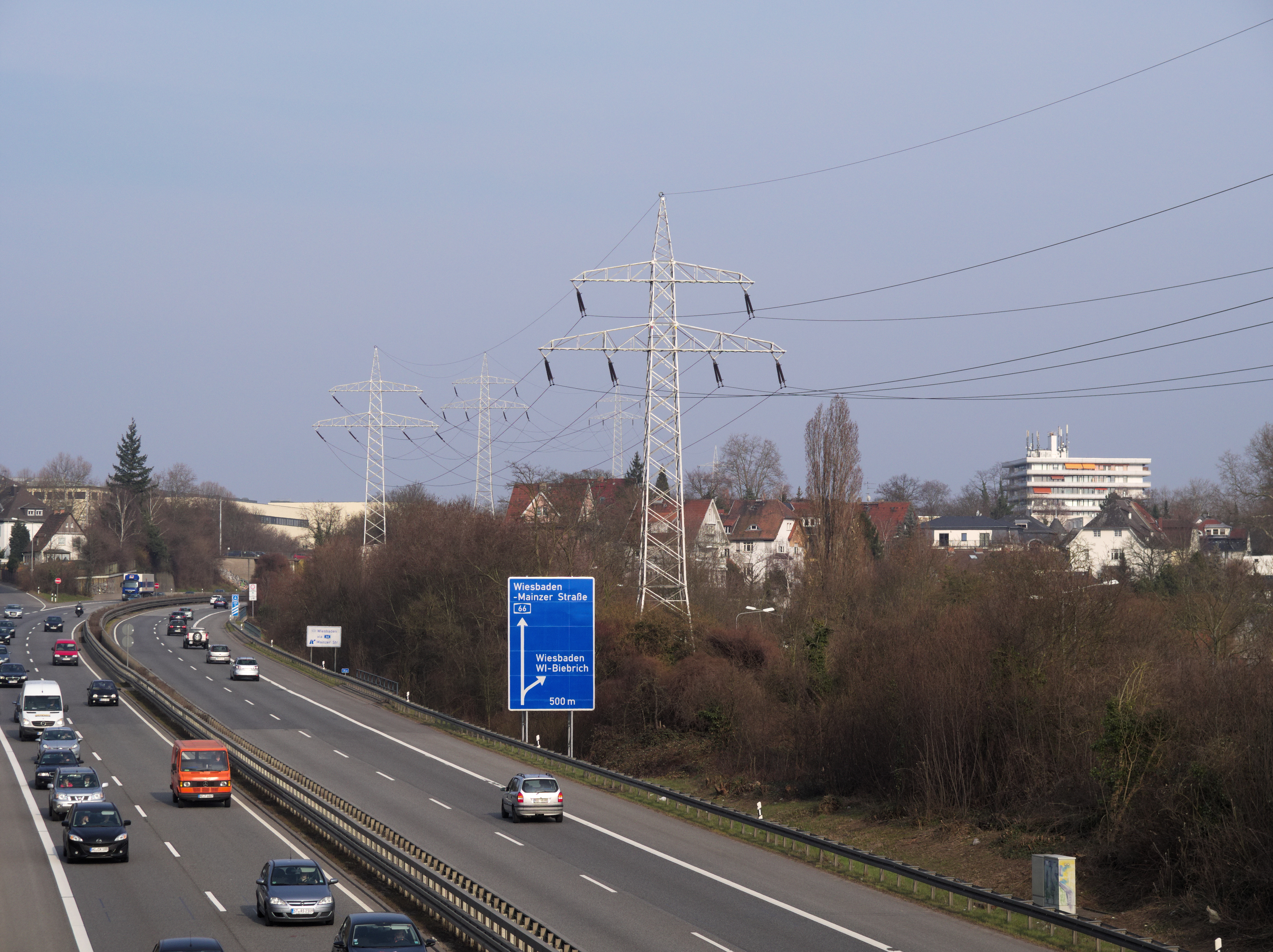
Winkeltragmasten mit schrägen Isolatoren an der A 66 in Wiesbaden

Ein Winkeltragmast ist ein Tragmast einer Freileitung, an dem sich die Richtung der Leitungsführung ändert, also ein Winkel in der Trassenlinie entsteht.
Bei vielen Winkeltragmasten hängen wegen der seitlichen Zugkräfte auf die Leiterseile, die durch die Richtungsänderung entstehen, die Isolatoren nicht wie bei normalen Tragmasten senkrecht nach unten, sondern schräg. Um dabei einen sicheren Abstand zwischen Leiterseil und Mast einzuhalten, werden an der winkeläußeren Seite die Leiterseile mit etwas höherem Abstand zum Mast montiert. Alternativ kann man zwei Langstabisolatoren V-förmig anordnen, so dass keine seitliche Auslenkung möglich ist, allerdings vergrößert das die mechanische Belastung von Leiterseil und Isolatoren.
In Deutschland werden – insbesondere in den westlichen Bundesländern – zur Richtungsveränderung von Freileitungen nur selten Winkeltragmaste eingesetzt, sondern fast immer Abspannmaste. In anderen Ländern jedoch, insbesondere in Schweden oder Frankreich, ist der Einsatz von Winkeltragmasten zur Richtungsänderung von Freileitungen weit verbreitet.